# 1932–1933-as magyar férfi nagypályás kézilabda-bajnokság
Az 1932–1933-as magyar férfi nagypályás kézilabda-bajnokság a hatodik nagypályás kézilabda-bajnokság volt. A bajnokságban kilenc csapat indult el, a csapatok két kört játszottak.

## Tabella
| #  | Csapat                 | M  | Gy | D | V  | G+ | G- | P  | Megjegyzés     |
| -- | ---------------------- | -- | -- | - | -- | -- | -- | -- | -------------- |
| 1. | Elektromos TE          | 16 | 15 | 0 | 1  | 91 | 22 | 30 |                |
| 2. | Újpesti TE             | 16 | 1  | 2 | 3  | 51 | 41 | 24 |                |
| 3. | MAFC                   | 16 | 10 | 0 | 6  | 49 | 43 | 20 |                |
| 4. | Vívó és Atlétikai Club | 16 | 10 | 0 | 6  | 46 | 45 | 20 |                |
| 5. | Munkás TE              | 16 | 9  | 1 | 6  | 56 | 61 | 17 | 2 pont levonva |
| 6. | Budapesti TK           | 16 | 5  | 0 | 11 | 23 | 55 | 10 |                |
| 7. | Fővárosi ÖTE           | 16 | 6  | 1 | 9  | 23 | 38 | 9  | 4 pont levonva |
| 8. | MOVE Széchenyi TE      | 16 | 4  | 0 | 12 | 12 | 20 | 8  | Visszalépett   |
| 9. | Vasas SC               | 16 | 0  | 0 | 16 | 7  | 33 | 0  | Visszalépett   |

* M: Mérkőzés Gy: Győzelem D: Döntetlen V: Vereség G+: Dobott gól G-: Kapott gól P: Pont